# فرانسیسکو مارتینز (بازیکن بسکتبال)
فرانسیسکو مارتینز (اسپانیایی: Francisco Martínez‎؛ ۲۰ ژوئن ۱۹۱۲ – ۱ دسامبر ۱۹۹۳) بازیکن بسکتبال اهل مکزیک بود.
وی در مسابقات کشوری و بین‌المللی در مجموع برندهٔ ۱ مدال برنز شده‌است.